# Sopron-Fertődi kistérség

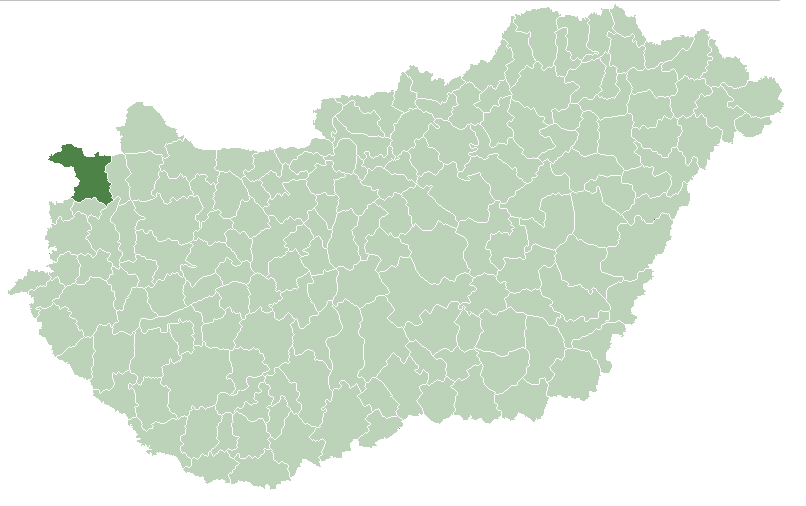
A Sopron-Fertődi.kistérség

A Sopron-Fertődi kistérség egy kistérség volt Győr-Moson-Sopron megyében, központja Sopron volt. 2014-ben az összes többi kistérséggel együtt megszűnt.

## Települései
| Agyagosszergény | Ágfalva      | Csáfordjánosfa   | Csapod        | Csér         |
| Ebergőc         | Egyházasfalu | Fertőboz         | Fertőd        | Fertőendréd  |
| Fertőhomok      | Fertőrákos   | Fertőszentmiklós | Fertőszéplak  | Gyalóka      |
| Harka           | Hegykő       | Hidegség         | Iván          | Kópháza      |
| Lövő            | Nagycenk     | Nagylózs         | Nemeskér      | Pereszteg    |
| Petőháza        | Pinnye       | Pusztacsalád     | Répceszemere  | Répcevis     |
| Röjtökmuzsaj    | Sarród       | Sopron           | Sopronhorpács | Sopronkövesd |
| Szakony         | Újkér        | Und              | Völcsej       | Zsira        |

## Fekvése
A Sopron-Fertődi kistérség délről Vas megye három kistérségével (Kőszegi, Csepregi, Sárvári), keletről a Kapuvári kistérséggel, míg nyugatról és északról Ausztriával volt határos.

## Története
2007-ben ide került át a Kapuvár-Beledi kistérségből Agyagosszergény.

## KSH adatok
| Terület (km2)                                                 | 857     |
| Népesség                                                      | 93573   |
| Településszám (város)                                         | 39 (2)  |
| Természetes szaporodás 1000 lakos                             | -4      |
| Belső vándorlási különbözet évi átlaga 1000 lakosra 1990-2003 | 6,6     |
| Városlakók aránya                                             | 64%     |
| Munkanélküliek aránya                                         | 2,1%    |
| SZJA alapot képező jövedelem 1 lakosra (Ft)                   | 542.089 |
| Működő vállalkozás 1000 lakosra                               | 85      |
| Kereskedelmi szálláshelyek férőhely                           | 13203   |
| Férőhely 1000 lakosra                                         | 141     |
| Vendégéjszaka 1000 lakosra                                    | 5025    |

Forrás: KSH, Területi Statisztikai 
Évkönyv 2003.

## Külső hivatkozások
- Költségvetési bevételek összesítése[halott link]
- Költségvetési kiadások összesítése[halott link]
- Naturális adatok összesítése[halott link]